# Ross Gunn
Ross Gunn (12 de maio de 1897 — 15 de outubro de 1966) foi um físico estadunidense.
Foi uma personalidade fundamental do programa do submarino nuclear dos Estados Unidos e um dos diretores do Projeto Manhattan.